# Cnoc Maol Réidh
Cnoc Maol Réidh (en inglés Mweelrea) es un cerro de Irlanda (814 metros), y se sitúa en el condado de Mayo, en la República de Irlanda.

## Geografía
El cerro es el punto más alto del Mayo y de todo el Connacht.
Su nombre puede entenderse como montaña regular y calva.

## Ascenso a la cima
Para escalar el Mweelrea se puede partir desde Louisburgh; el recorrido es bastante fácil, aunque las condiciones meteorológicas del monte son desde siempre variables.